# Jason Beech
Jason Beech (15 de junio de 1971) es un investigador y docente argentino, reconocido por su trabajo investigativo en educación pública. En 2016 recibió el Premio Konex en humanidades, y durante su trayectoria ha recibido otros reconocimientos.

## Biografía
Beech se graduó como abogado en 1996 en la Universidad Nacional de Buenos Aires. En 2001 obtuvo una Maestría en Educación Comparada en el Instituto de Educación de la Universidad de Londres, y cuatro años después un Doctorado en Educación en la misma institución.
Se vinculó profesionalmente con la Universidad de San Andrés como docente investigador en Educación Comparada, Sociología de la Educación y Teorías de la Educación. Ha trabajado también con el Consejo Nacional de Investigaciones Científicas y Técnicas CONICET como investigador adjunto, como miembro de la Comparative and International Education Society y como investigador visitante de la Graduate School of Education en la Universidad de Melbourne.
Ha publicado tres libros y más de treinta artículos en revistas científicas especializadas, y ha adelantado proyectos de investigación relacionados con la educación, el cambio social y las políticas educativas.

## Premios y reconocimientos destacados
- 2013 - Beca Erasmus Mundus, Comisión Europea
- 2014 - Beca Externa Posdoctoral, CONICET
- 2016 - Premio Konex en humanidades, Fundación Konex

Fuente: